# Prix Gémeaux de la meilleure émission ou série à caractère social
Le prix Gémeaux de la meilleure émission ou série à caractère social est une récompense télévisuelle remise par l'Académie canadienne du cinéma et de la télévision en 2001, 2002 et 2009.

## Lauréats
- 2001 - Enjeux
- 2002 - Enjeux
- 2009 - Sucré Salé